# Casba di Télouet

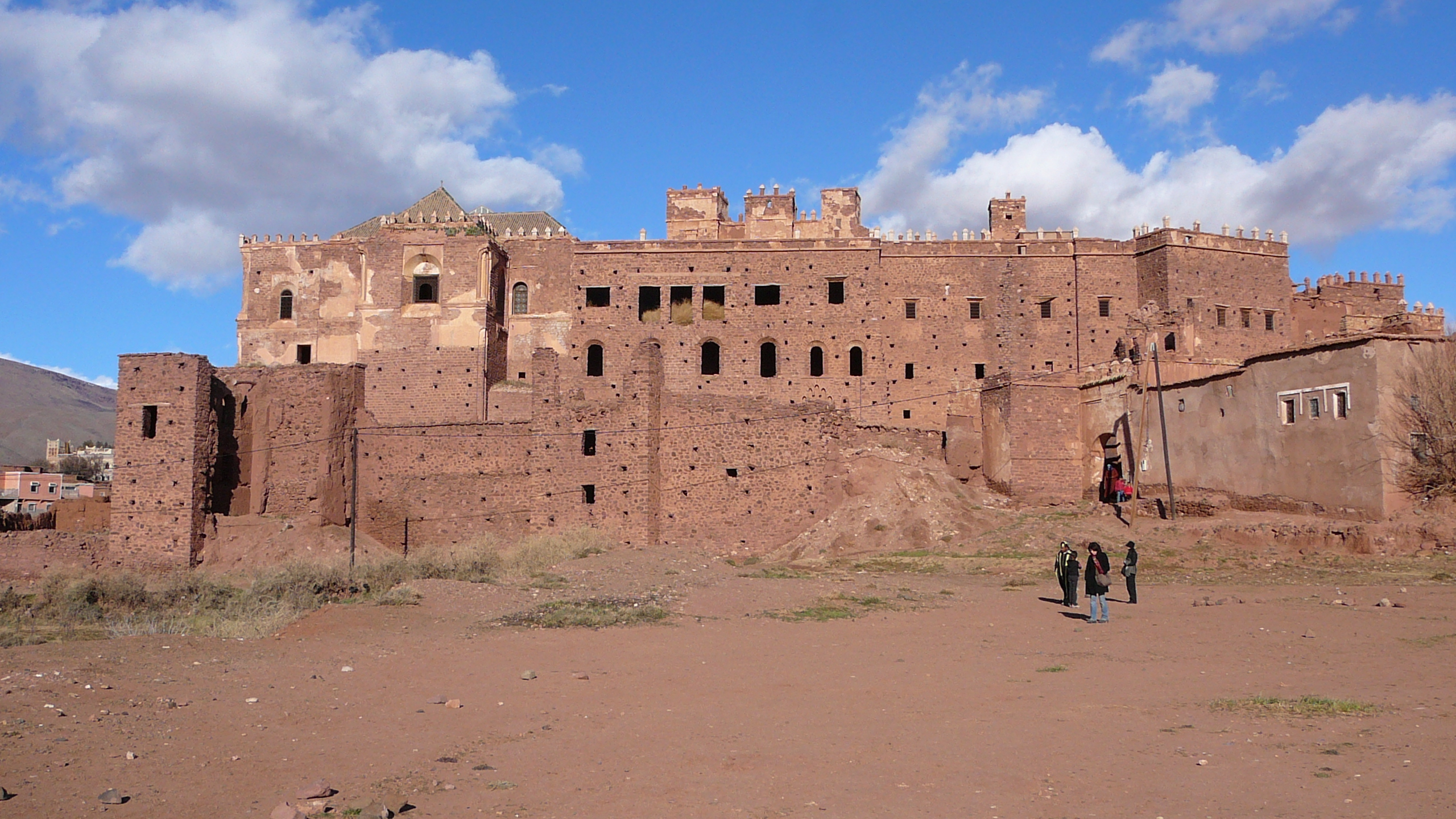
Vista esterna della casba oggi

La casba di Télouet, nota anche come Palais du Glaoui, è una casba costruita fra il XIX e il XX secolo.
Situata nel piccolo villaggio berbero  di Télouet, nelle montagne dell'Alto Atlante in Marocco, il suo possessore più celebre fu Thami El Glaoui.

## Geografia
Il palazzo è ubicato ai margini del piccolo villaggio di Télouet. Occupa una posizione strategica nell'Alto Atlante, e i proprietari avevano il privilegio di trovarsi sul passaggio delle carovane di mercanti e presso delle miniere di sale.
La casba e il villaggio sono oggi raggiungibili da una biforcazione della strada P31 del passo Tichka, che va da Marrakech a Ouarzazate.

## Storia

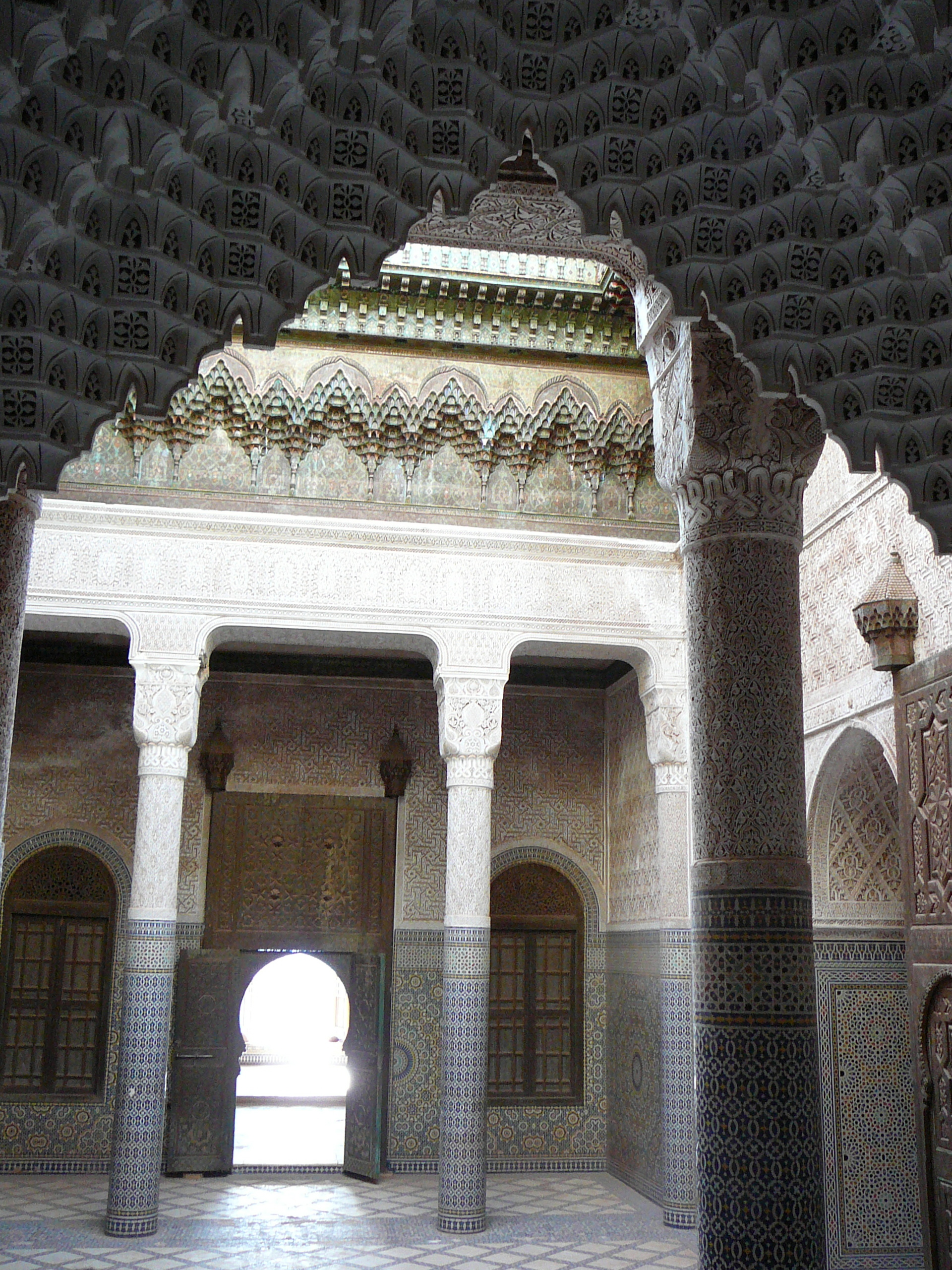
Cortile interno della casba di Télouet

Il passaggio delle carovane di mercanti , che collegavano le principali città del deserto al di là dell'Atlante e le vicine miniere di sale fecero la ricchezza del Pascià che viveva a Télouet .
La casba attuale venne costruita dal 1860 dalla tribù berbera dei Glaoua, accanto ad una vecchia casba i cui resti sono ancora oggi visibili. Venne poi ampliata notevolmente nel corso della prima metà del XX secolo da Thami El Glaoui. La leggenda vuole che 300 operai abbiano lavorato per tre anni per decorare soffitti e pareti. Le pareti sono trattate, a volte con stucco e qualche volta con zellige, mentre il legno di cedro dipinto è utilizzato per i soffitti. I tetti sono coperti da tegole in ceramica dipinta di verde.
Il risultato è un insieme di edifici enormi, e il cui interno mostra una ricchezza significativa.
Il supporto dato ai francesi da Thami El Glaoui, spesso chiamato Le Glaoui, durante l'occupazione francese del Marocco, gli procurò il sostegno reciproco delle autorità coloniali francesi. Al culmine del suo potere, Glaoui rappresentava una grande potenza che fece di lui una delle figure principali del paese, ma questo si ritorse contro di lui dopo l'indipendenza del Marocco. Cadde nell'oblio e morì nella sua casba a Télouet nel 1953.
Da allora, soprattutto a causa dell'impegno politico del suo proprietario, la casba è quasi abbandonata.

## Turismo

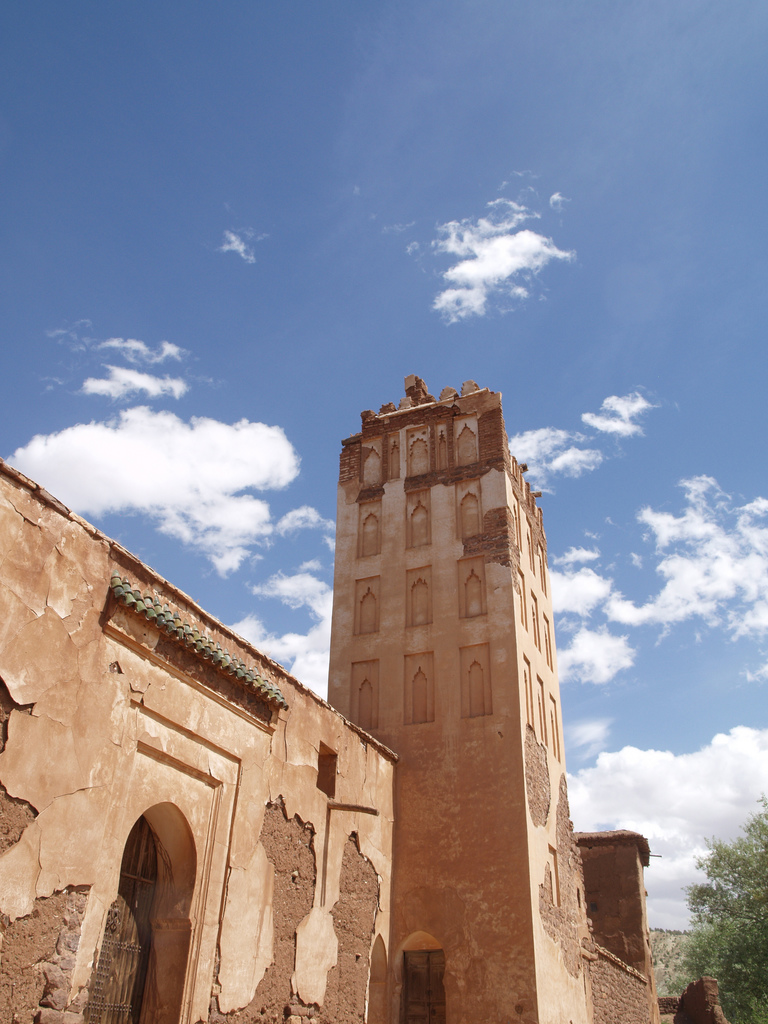
La casba oggi in rovina.

Attualmente la Kasbah è visitabile solo esternamente poiché in alcune sale danneggiata dal terremoto del 2023. La ricchezza interna del palazzo è stata danneggiata in minima parte.
Sono in corso operazioni di ristrutturazione e messa in sicurezza.